# Василий I Дмитриевич
Васи́лий I Дми́триевич (30 декабря 1371, Москва — 27 февраля 1425, Москва) — великий князь московский и владимирский с 1389 года, старший сын Дмитрия Ивановича Донского и великой княгини Евдокии, дочери великого князя нижегородско-суздальского Дмитрия Константиновича. Был женат на Софье — единственной дочери великого князя литовского Витовта.

## Ранние годы
Родился за день до празднования памяти святого Василия Кесарийского, и получил имя в его честь, в дальнейшем изображал его на своих печатях.
В августе 1382 года хан Золотой Орды Тохтамыш разорил Москву, а осенью ханский посол, после удаления из Москвы сторонника консолидации русских земель против Золотой Орды митрополита Киприана, выдал великокняжеский ярлык Дмитрию Ивановичу, взяв его сына Василия заложником в Орду. В 1386 году 14-летнему княжичу помогли бежать из Орды к господарю Молдавского княжества Петру Мушате («Того же году княз Василей, великого князя сын Дмитриеев прибеже из Орды в Подольскую землю в великие волохы к Петру Воеводе…»).
Летом 1387 года Василий приехал в Литву вместе с митрополитом Киприаном, ехавшим из Константинополя. Киприан убедил Витовта возглавить антипольскую коалицию и обручил дочь Витовта Софью с Василием Дмитриевичем. 19 мая 1389 года Дмитрий Иванович умер, Василий стал великим князем Московским. 6 марта 1390 года Киприан прибыл в Москву и 9 января 1391 года обвенчал Василия Дмитриевича с Софьей Витовтовной.

## Великое княжение

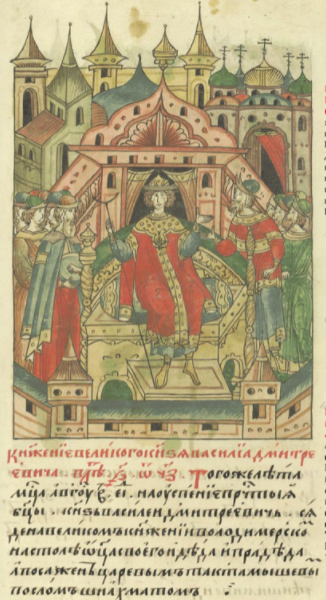
Василий I садится на Московский престол

После смерти Дмитрия Донского в 1389 году Василий получил из Орды право на владимирский стол, переданное через ханского посла Шахмата. Чтобы обезопасить себя внутри Руси, Василию пришлось договариваться с наиболее опасными конкурентами: с дядей — Владимиром Андреевичем Храбрым о подчинении последнего в обмен на земельные уступки и братом Юрием Дмитриевичем, получившим от отца Звенигород, Галич-Мерьский, Рузу и Вятку. Василий продолжил инициативу Дмитрия Донского по правовым взаимоотношениям великого князя с уделами, утверждая главную роль великого князя, но оставляя за подчинёнными князьями частичное коллективное владение в московской земле.
В решении политических вопросов молодому князю оказывало помощь московское боярство и митрополит Киприан, который способствовал женитьбе Василия на дочери литовского князя Витовта Софье в 1391 году.
Уже в 1392 году Василий совершил первое приобретение, выкупив в Орде право на Нижний Новгород, до этого принадлежавший городецкому князю Борису Константиновичу, а самого князя отправил на принудительное поселение в Суздале, разлучив с семьёй. Кроме того им были куплены права на Городец, Мещеру, Тарусу и Муром. Этим он создал прецедент перекупки владения при существующих наследниках и ликвидировал одно из великих княжеств-конкурентов Москвы, земли которого ещё в 1341 году были выделены из состава великого княжения Владимирского. До этого ярлыки выдавались только на выморочные земли.

### Отношения с Великим княжеством Литовским
Василий I вступил в союз с Литвой (1392) и не противодействовал утверждению литовского влияния в Смоленске в 1395 году. Василий через полгода провёл встречу с тестем в Смоленске, где обсуждал пограничные и религиозные дела.
В то же время известно, что проводивший достаточно независимую от Москвы политику Великий князь рязанский Олег Иванович, поддерживая женатого на его дочери смоленского князя Юрия Святославича, ответил походом в Литву, а Витовт, в свою очередь, атаковал Рязанскую землю. Когда же Олег Рязанский ходил во второй раз на Литву, то Василий Дмитриевич даже упрекнул рязанского князя за это, указывая на мир между Литвой и Русью. Фактически это означало, что Василий согласен с переходом Смоленска в подчинение Литве. В 1397 году Витовт вновь, ответно, напал на Рязанское княжество, а Василий I пропустил Витовта обратно без возражений и даже встретился с ним в Коломне.
Тохтамыш, желавший вернуть себе золотоордынский престол, утраченный им после разгрома орды Тамерланом, обратился за помощью к Витовту, обещая сделать его правителем всей Руси и Новгорода. Тевтонский орден также готов был признать Витовта правителем всей Литвы, Руси и Новгорода в обмен на уступку Пскова. В 1399 году Витовт выступил против Едигея — ставленника Тимура в Орде, но потерпел сокрушительное поражение в битве на реке Ворскле, в которой погибли герои Куликовской битвы Андрей и Дмитрий Ольгердовичи, а также, по мнению некоторых историков, Дмитрий Михайлович Боброк-Волынский.
В том же году князь Олег Рязанский организовал захват Смоленска. Ставленник Витовта и участник Куликовской битвы князь Роман Михайлович Брянский был убит, и в Смоленске утвердился зять Олега Юрий Святославич.
После смерти польской королевы Ядвиги (1399), жены Ягайло Ольгердовича, без наследников, литовские феодалы, ослабленные поражением на Ворскле, пошли на династический брак Ягайла с внучкой Казимира Великого и новый союз с Польшей, результатом которого стал захват в 1403—1404 Вязьмы и Смоленска, а также затем победа при Грюнвальде (1410). При этом усиление польского влияния в Литве вызвало сопротивление литовско-русских феодалов.

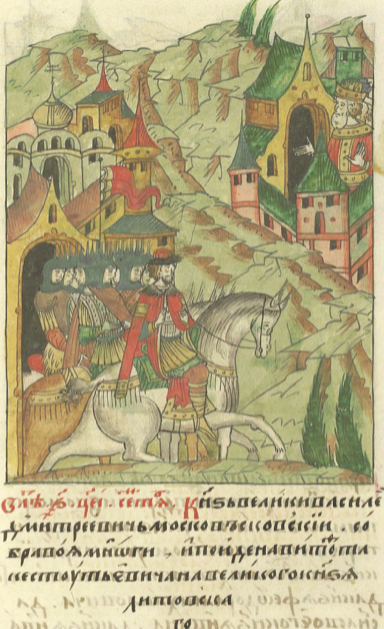
Василий I в походе на Витовта

Когда же Витовт в 1405 году совершил поход на Псков и захватил Коложе, Василий I стал собирать войско против него, призвав под свои знамёна тверичей и татар — началась Литовско-московская война (1406—1408). Весной 1406 года войска родственников-противников встретились на реке Плаве под Тулой, но всё завершилось перемирием до будущего года. Это перемирие, заключённое без ведома тверичей, вызвало обиду тверского князя, который на следующий год отказался поддержать Василия I.
Война протекала на фоне недовольства антипольски настроенной части знати Великого княжества Литовского — выразившегося, в частности, в отъезде Свидригайлы Ольгердовича на московскую службу. В 1408 году он ушёл на службу к Василию и получил от него ряд городов в кормление. В том же году брат Василия Константин Дмитриевич сменил литовского князя Лугвения Ольгердовича на новгородском княжении.
В 1408 году, согласно летописи, повелением Великого князя  Московского было начато укрепление Ржевского кремля. В том же году Витовт захватывает Одоев. В ответ на это, Василий атакует литовские владения, захватив крепость Дмитровец, которая охраняла дорогу на Вязьму у реки Угры. Русское и литовское войско сошлись на Угре, где почти полмесяца простояли друг против друга, однако сражения не последовало и был заключён мир. Это был своевременный шаг Василия Дмитриевича, так как в этом же году произошло нападение на русские земли войск Едигея, одновременно совершившего набег на южнорусские владения Литвы.

### Отношения с Ордой
Василий прекратил выплату дани в Золотую Орду после того, как та потерпела сокрушительное поражение в 1395 году от Тамерлана. Тимур лично преследовал отступавших полководцев Тохтамыша до их полного разгрома на Днепре. Вероятнее всего, Тамерлан не ставил целью поход именно на русские земли, кроме того союз Московского княжества с Литвой, мог повлиять на его решение. К границам Руси подошли некоторые его отряды, а не он сам. Здесь, на удобных летних ордынских пастбищах, простиравшихся в пойме Верхнего Дона до современной Тулы, небольшая часть его армии остановилась на две недели. Хотя местное население и не оказало серьёзного сопротивления, край подвергся жестокому разорению. Как свидетельствуют русские летописные рассказы о нашествии Тимура, его армия стояла по обе стороны Дона две недели, землю Елецкую «попленила» и князя елецкого «изыма» (захватила).

#### Нашествие Едигея
В 1407—1408 годах Иван Владимирович, князь Пронский, с помощью Едигея захватил Рязань, затем в битве на Смядве разбил рязанского князя Фёдора Ольговича, получившего помощь от своего шурина Василия I, но по мирному соглашению Фёдор вернулся на рязанское княжение.
Осенью 1408 года Едигей сам двинулся на Москву. Взять столицу ордынцам не удалось, но они разорили многие города Московского княжества, в том числе находившиеся в кормлении у Свидригайла Ольгердовича (Переславль-Залесский, Юрьев-Польский, Ростов, Дмитров). Во время осады Москвы Едигей послал в Тверь великому князю Ивану Михайловичу требование «быть на Москву» с артиллерией, но тот не подчинился. Василий не вывел войска на битву против Едигея, но предпринял ряд дипломатических усилий для возобновления борьбы за власть в самой Орде, в тылу у Едигея — 72 года спустя то же сделал внук Василия Иван III во время знаменитого стояния на Угре, положившего конец ордынскому игу.
Свидригайло, по сообщению летописца, «от тех Едигеевых татар утомился зело», в результате чего вернулся к Витовту.
После нашествия Едигея Василий возобновил выплату дани Орде.

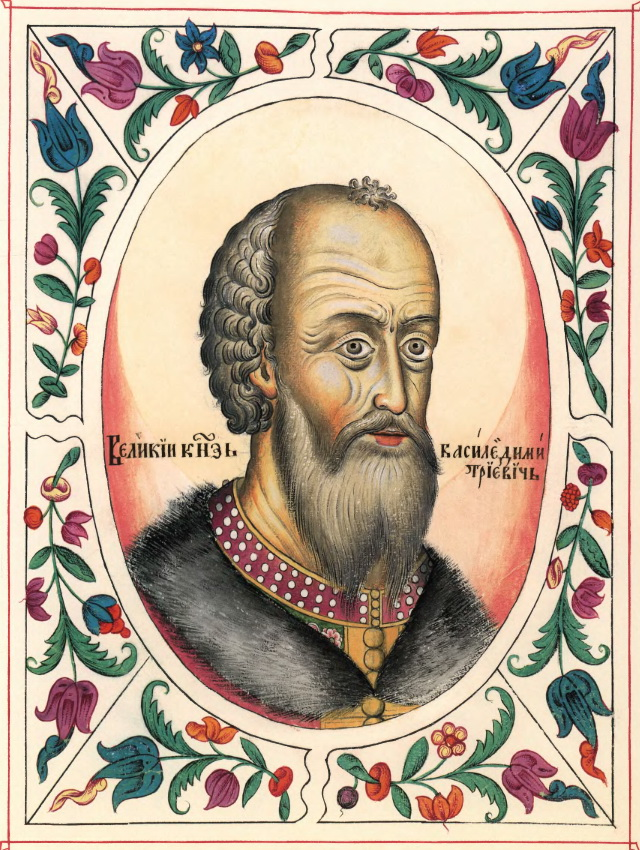
Портрет Василия I из Титулярника царя Алексея, 1672 г.

## Итоги правления
При Василии I продолжало расти феодальное землевладение. С усилением власти великого князя происходили изъятие из ведения феодалов части судебных дел и передача их в руки великокняжеских наместников и волостелей.
В 1392 году Василий I присоединил Нижегородское и Муромское княжества, в 1397—1398 — Бежецкий Верх, Вологду, Устюг и земли коми. Предпринял две неудачные попытки отобрать силой у Новгорода Двинскую землю.
В 1416 году Василий утвердил дружеские отношения с пронским князем Иваном Владимировичем, женив своего сына Ивана на его дочери.
Благодаря предусмотрительной политике, за 36 лет правления Василия I московское княжество не ощутило каких-либо внутренних потрясений. За этот период времени Москва лишь однажды, в 1408 году, подверглась нашествию сил Орды. Едигей так и не смог взять город, но Василию пришлось возобновить выплаты дани после 12-летнего перерыва.
В последние годы правления Василия Дмитриевича в Москве был перестроен в белом камне Андроников монастырь, самая старая из построек которого — Спасский собор (1422 год) — сохранилась в перестроенном виде по сей день.
Изображение всадника, вооружённого копьём, впервые появилось на печатях великих московских князей при Василии I Дмитриевиче.

## Семья
В Рождество 1390 года, в Коломне, женился на литовской княжне Софье, единственном ребёнке великого князя Литовского Витовта. В московских властных кругах Софью Витовтовну, вероятно, недолюбливали, считая «литвинкой».

### Дети
1. Юрий Васильевич (18.5.1395 — 30.11.1400) — прожил всего пять лет.
2. Иван Васильевич, (15.1.1397 — 20.7.1417) скончался по дороге из Коломны в Москву в результате «мора», спустя всего полгода после женитьбы на дочери князя Пронского и получения в удел Нижнего Новгорода
3. Даниил Васильевич (6.12.1401 — май 1402) — умер от мора
4. Семён Васильевич (13.1.1405 — 8.4.1405) — умер от мора
5. Анна Васильевна (1393 — август 1417) — первая дочь князя, ставшая женой византийского императора Иоанна VIII Палеолога.
6. Анастасия Васильевна (1398—1470) — в 1417 году вышла замуж за киевского князя Александра Владимировича (Олелько).
7. Василиса Васильевна (1400? — до 1440) — первым браком за суздальским князем Александром Ивановичем Брюхатым, вторым за нижегородским князем Александром Даниловичем Взметнем.
8. Василий II Темный (10.3.1415 — 27.3.1462) — великий князь московский и владимирский (1425—1462 гг с перерывами)

А. В. Экземплярский полагал, что у Василия была ещё одна дочь — Мария, которая была замужем за московским боярином князем Юрием Патрикеевичем. В XXI веке историк В. А. Кучкин подверг сомнению версию о существовании Марии. Исследователь отметил, что в тексте Воскресенской летописи, на которую ссылался Экземплярский, приводится только перечень детей Юрия Патрикеевича, названного зятем великого князя, в то время как имя жены отсутствует. Кучкин указывает, что ни в летописях, ни в актах, ни в ранних родословных записях не подтверждается наличие у великого князя Василия I Дмитриевича дочери по имени Мария. Кроме того, в ряде источников женой Юрия Патрикеевича названа княгиня Анна, которая не могла быть одним лицом с одноимённой дочерью Василия I. По мнению Кучкина, женой князя была Анна Дмитриевна, сестра Василия I.

## Культура
В 1395—1405 годах в Москве работал Феофан Грек, который имел свою мастерскую и выполнял церковные и светские заказы, например, расписал терема великого князя Василия Дмитриевича и Владимира Андреевича Храброго, а также три кремлёвских храма: церковь Рождества Богородицы (1395), Архангельский (1399), Благовещенский (1405) соборы.
При Василии Дмитриевиче в Московском Кремле построены Благовещенский собор (от первоначальной постройки сохранился подклет), Церковь Богоявления с Запсковья и Церковь Рождества Богородицы на Сенях (первоначальный храм сохранился до уровня хор).
В начале XV века в Москве были созданы Евангелие Федора Кошки (вероятно, предназначавшееся для Благовещенского собора Кремля) и Евангелие Успенского собора Московского Кремля.

## Память
- Василию I поставлен памятник в городе Плёс (Ивановская область).

### Образ в литературе
Является одним из центральных персонажей романа Бориса Дедюхина «Василий, сын Дмитрия».

### Образ в кино
- Андрей Рублёв (СССР; 1966) режиссёр Андрей Тарковский, в роли великого князя — Юрий Назаров.